# Vilafranca de Conflent
|  | Aquest article tracta sobre la vila i comuna. Si cerqueu la vila fortificada medieval, vegeu «Vila fortificada de Vilafranca de Conflent». |

Vilafranca de Conflent (oficialment en francès Villefranche-de-Conflent) és una vila i comuna nord-catalana de la comarca del Conflent. El sobrenom dels vilafranquins és bistorns (moltó de dos anys, o més, mal capat i que sempre envesteix les ovelles). Anava adreçat als galonats de carrera de l'exèrcit francès.

## Etimologia
El nom de la vila és un topònim romànic medieval, de caràcter descriptiu: fou vila franca a causa dels beneficis i privilegis concedits pel rei als seus habitants en la seva fundació, i és geogràficament el centre de la comarca del Conflent.

## Geografia

### Localització i característiques generals del terme

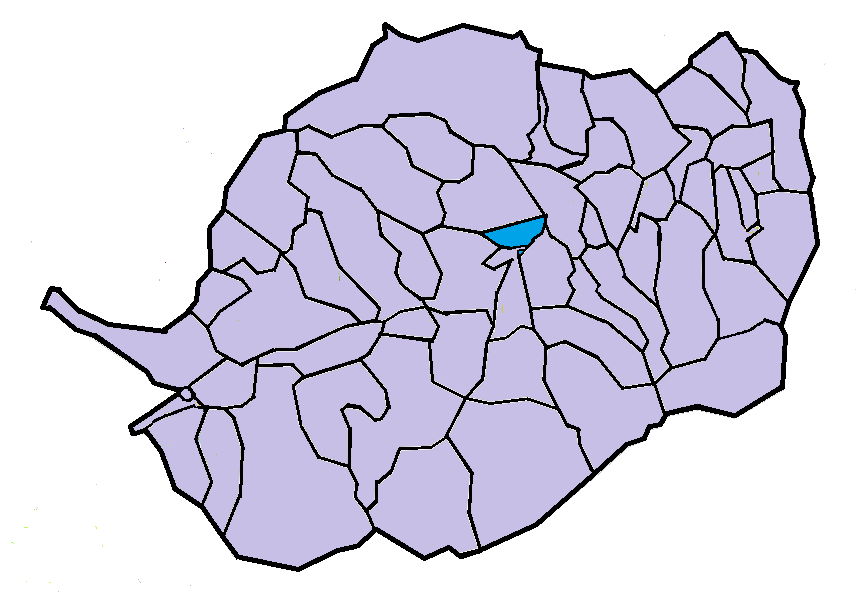
Situació de la comuna de Vilafranca de Conflent a la seva comarca

El terme comunal de Vilafranca de Conflent, de 44.600 hectàrees d'extensió, és situat a banda i banda de la Tet, però en tres parts separades, dues per una llenca del terme comunal de Fullà i la tercera en forma de petit apèndix a la dreta de la Tet, a ran de la carretera general, on hi ha unes naus industrials, separada per una llenca del terme de Cornellà de Conflent, que s'allargassa al nord-oest en un tram que separa la Tet de l'extrem nord-oriental de la vila. És pràcticament al centre de la comarca.
La part meridional del terme, a la dreta de la Tet, abraça únicament la vila murallada i un petit barri a ponent, fora muralles, que és compartit amb el terme veí de Fullà. És un territori petit, pla, sense espai per a res més que el nucli urbà i un espai per a aparcament davant de la porta oest del recinte, a més de la carretera general, que voreja la muralla meridional de la vila. En aquest sector un únic element travessa el riu i ocupa un minúscul espai a l'esquerra de la Tet: el petit baluard del qual parteix el camí cap al Fort Libèria, que sortint del camí de ronda de les muralles vilafranquines depassa el riu per un pont i les vies del tren per sota, i forma un espai quadrat situat com si fos un rombe amb els angles cap als punts cardinals.
La part septentrional del terme vilafranquí és a l'esquerra de la Tet, però separada del riu per una franja del territori comunal de Fullà. Fins i tot l'Estació de Vilafranca de Conflent, del Tren Groc, és en terme comunal de Fullà.
Termes municipals limítrofs del sector septentrional:
|          | Conat |                      |
| Serdinyà |       | Rià i Cirac          |
|          | Fullà | Cornellà de Conflent |

Termes municipals limítrofs del sector meridional, de la vila:
|  | Fullà |                      |
|  |       |                      |
|  |       | Cornellà de Conflent |

### La vila
Vegeu l'article Vila de Vilafranca de Conflent

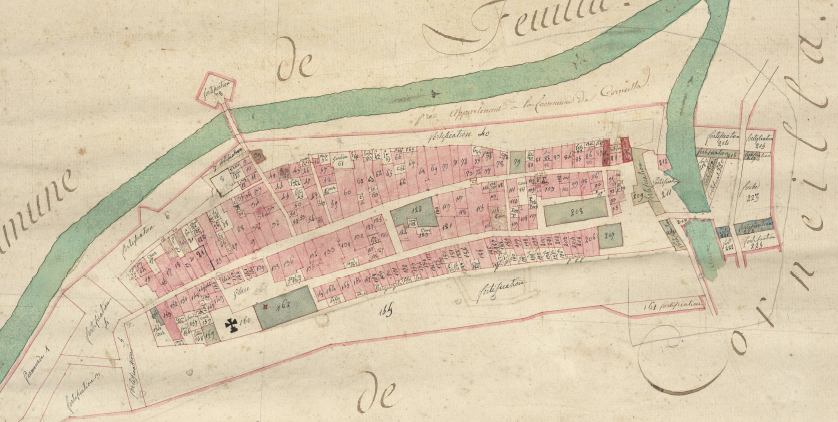
Vilafranca de Conflent en el Cadastre napoleònic del 1812 (Arxius Departamentals dels Pirineus Orientals, ADPO)

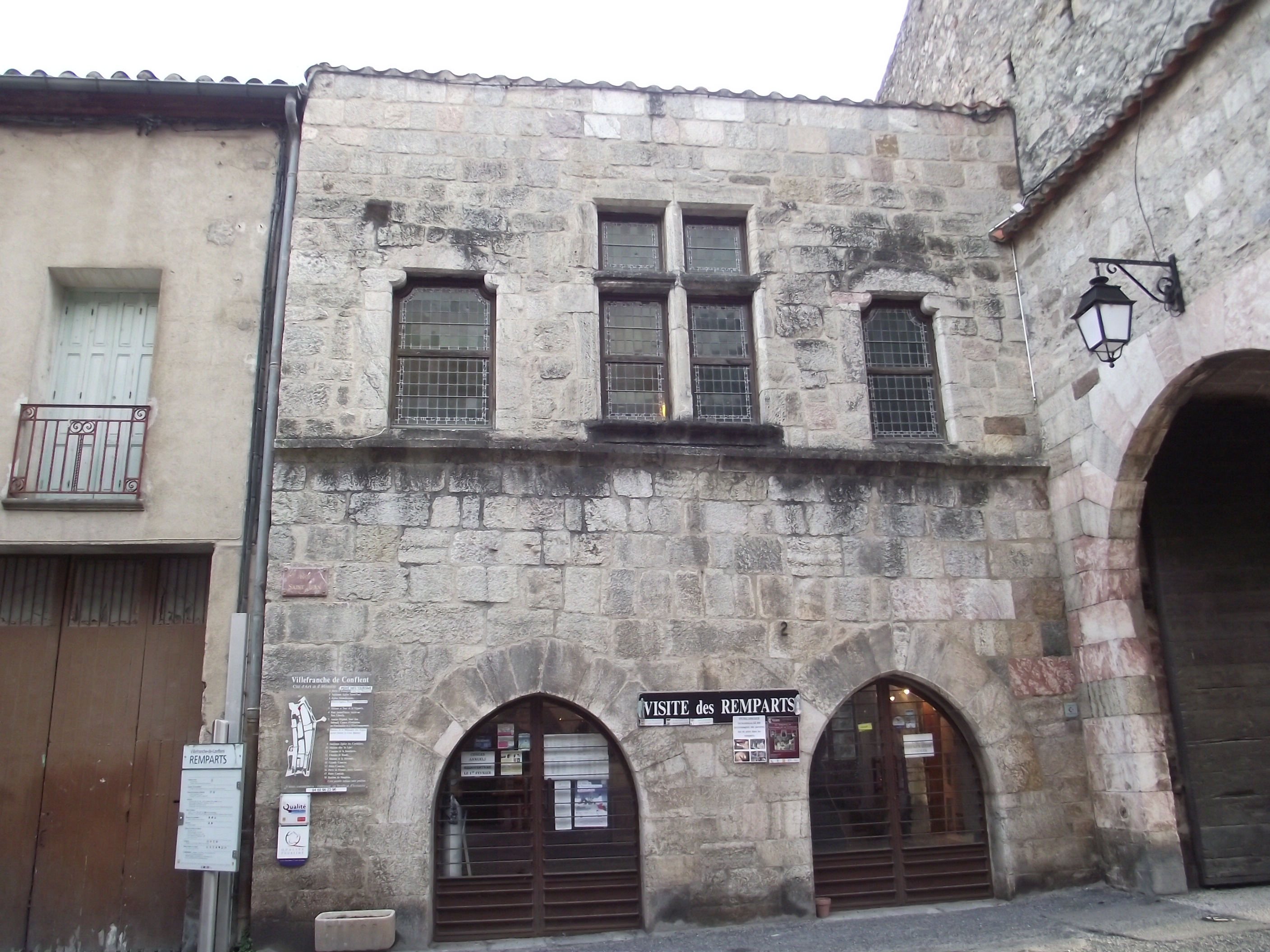
Casa senyorial dels Boier, després cos de guàrdia de la porta oest

La vila de Vilafranca de Conflent, murallada des del segle xi, inclou dins de les seves muralles la totalitat de la població, on les cases són bastides generalment amb griota, nom d'un tipus de marbre. Hi ha tan sols dos barris fora muralles, i un de sol dins del terme propi: l'anomenat el Barri (Faubourg, en francès). Un altre dels barris de la població, el de l'Estació, on antigament estaven assentats els drapers i assaonadors aprofitant el Canal de Boera, és dins del veí terme de Fullà.
El conjunt del recinte murallat pertany essencialment a tres moments històrics diferents: el fundacional, al primer terç del segle xi, a les obres de Sébastien Le Prestre de Vauban, durant el darrer terç del segle xvii, i a mitjan segle xviii, quan es van dreçar les dues portes extremes, est i oest, del recinte.

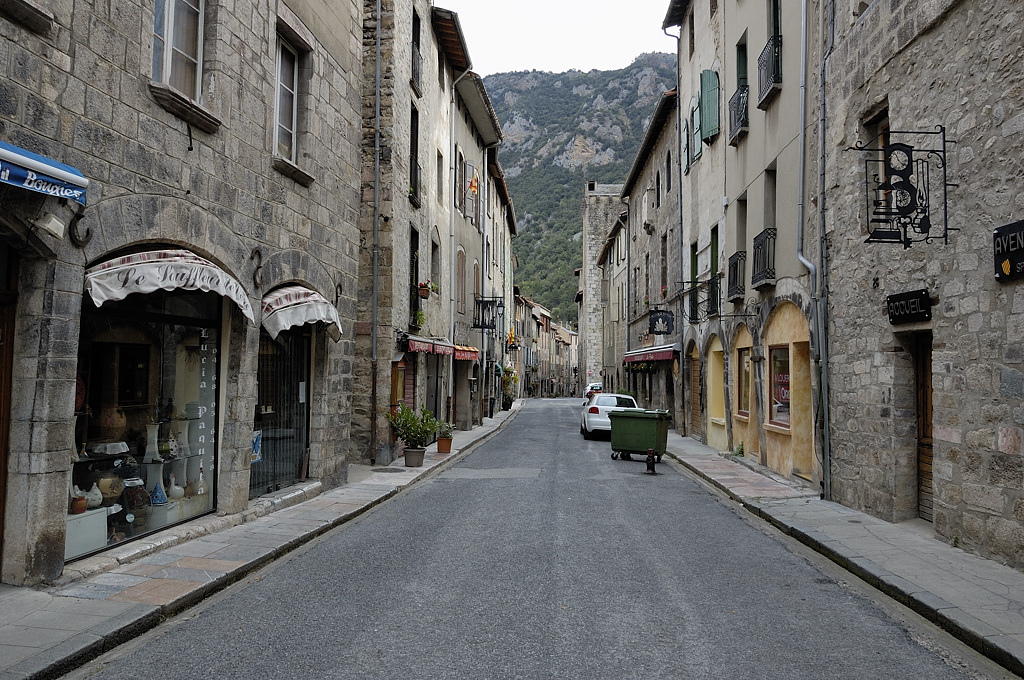
Carrer de Sant Joan

La vila interior de les muralles té dos carrers d'est a oest, els carrers de Sant Joan i de Sant Jaume, a part del camí de ronda a peu de carrer que recorre per l'interior tota la muralla nord de la vila (el camí de ronda superior recorre bona part de les muralles per la seva part superior i és un dels atractius turístics de la vila). A part, orientats de nord a sud, hi ha menys de mitja dotzena de carrerons i places transversals (la Placeta, la Plaça de l'Església i els carrers de Sant Pere, dels Teixidors i del Pavelló.

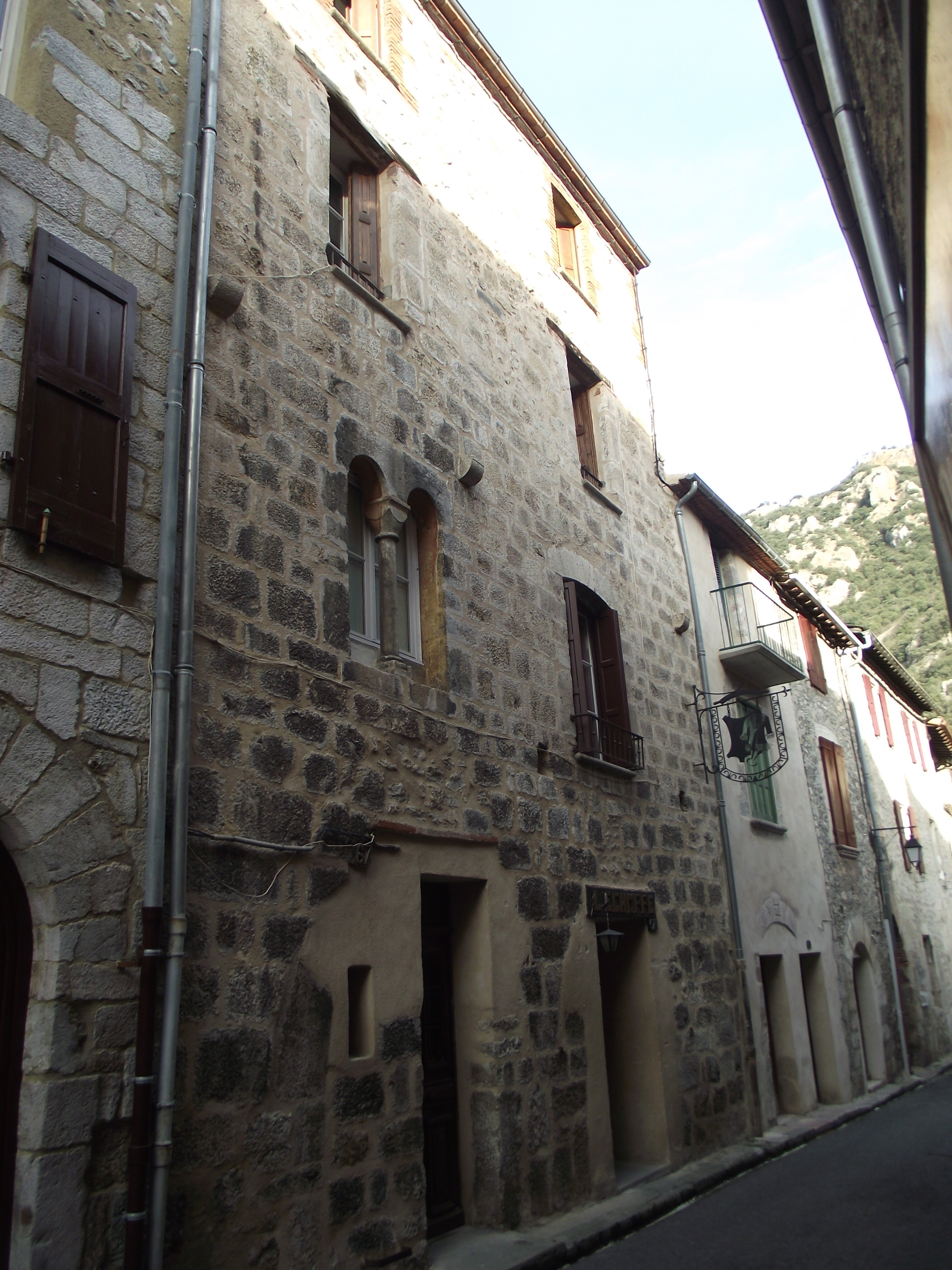
Casa pairal dels de Llar

El centre vital de la vila és la Plaça de l'Església, on hi ha l'església parroquial de Sant Jaume de Vilafranca de Conflent i a l'altra banda, en diagonal, la Casa de la Vila de Vilafranca de Conflent, també anomenada la Talaia; hi ha també un hotel molt concorregut. L'altre centre neuràlgic és el carrer de Sant Joan on, entre molt comerços i establiments de restauració, hi ha l'Antic Hospital de Vilafranca de Conflent, amb la torre anomenada Torre d'en Solanell, i algunes cases amb elements medievals i d'època moderna, entre els quals destaquen les cases de la família de Llar, protagonistes el segle xvi de la Conspiració de Vilafranca, dels Alazet, dels Laporta, dels Autié, dels Carreres, dels Tafanelli, dels Berjoan (tres), dels Duran (dues), dels Martí (també dues), dels Vergers (dues), dels Boier, dels Deixona, dels Masdéu, dels Maurí, dels Pi, dels Claramunt, dels Pou, dels Descatllar, dels Marc, dels Pasqual... Garrigou Grandchamp fa una relació de fins a 49 edificis d'entre el segle xii i el XV dins de la vila.
A Vilafranca de Conflent hi ha restes d'altres esglésies: la del primitiu convent dels franciscans, Sant Francesc de Vilafranca de Conflent, la de Sant Pau del Claustre, en el claustre del cementiri, a ponent de l'església parroquial de Sant Jaume, la de l'Antic Hospital de Vilafranca de Conflent, la de la Mare de Déu del Goig, que era al costat nord de l'església parroquial, la de Sant Lluís Rei del Fort Libèria i la de Sant Andreu de les Vinyes, a la Vila Nova.
Relligant les dues ribes de la Tet, a la vila hi havia tres ponts, ordenats construir per Jaume I l'any 1263 i molt malmesos a l'aiguat del 1421. El pont de Sant Pere, el de Sant Andreu i el de Sant Francesc. El primer, que fou reconstruït després d'aquell aiguat, té un porxo on es troba una interessant escultura de fusta del sant, del segle xiv. Del de Sant Andreu, es conserven avui dia les importants ruïnes que van quedar després de l'avinguda de les aigües, a prop de la central elèctrica. Devia el seu nom a l'església dedicada a l'apòstol d'aquest nom, esmentada el 1217 per primer cop, que era uns centre metres aigües amunt del pont, a la riba esquerra del riu. Del tercer pont del 1263, no en queda ni rastre. Se sap que era a la part més baixa de la vila, davant mateix del darrer carreró.
Existia un quart pont, des d'abans de la intervenció de Jaume I: el pont Comolès, esmentat des del 1164, que fou substituït per l'actual Pont de Sant Francesc. Relligava la vila i el raval, on es trobava el convent que donà nom al pont (convent també desaparegut). A prop d'aquest pont, aigües avall i a la riba esquerra de la Tet, hi havia el Molí de la Vila, inicialment de farina i més endavant transformat en obrador de tractament de la llana i de draps (molí draper). Finalment, el pont damunt del Cadí fou construït per Vauban, al segle xvii.

### El Barri, o la Vila Nova
El grup de cases anomenat el Barri (le Faubourg, en francès), o la Vila Nova, o el Raval, és a l'esquerra de la Tet, a ponent de la vila murallada. Hi havia hagut l'església de Sant Andreu de les Vinyes, prop del Pont de Sant Andreu, ara desaparegut. Tant del pont com de la capella, se'n conserven restes molt escadusseres.

### La Cova Bastera i les Torres de Badabany
A la muntanya de davant de la vila, a migdia, hi ha la Cova Bastera; és una cova molt ampla que fou arranjada per Vauban per tal d'integrar-la en el conjunt d'elements defensius de la vila. És prou ampla per encabir-hi fins a una dotació de 200 persones. Té un paper important en l'anomenada Conspiració de Vilafranca. Damunt seu, al cim de la muntanya, hi hagué les Torres de Badabany, que era un altre dels elements integrants de les defenses de la vila. Tanmateix, cal dir que si bé la relació amb Vilafranca de Conflent és estreta, i atesa l'exigüitat del seu terme comunal, la major part d'aquests indrets pertanyen als veïns terme de Cornellà de Conflent o de Fullà.

### L'enclavament de Bell-lloc

#### El Fort Liberia, o Fort de Vilafranca
A prop de l'extrem meridional del vessant sud de la muntanya de Bell-lloc, i d'aquest enclavament del terme de Vilafranca de Conflent, damunt d'una roca des de la qual es domina la vila, es troba el Fort Libèria. Fou construït el 1681 per Sébastien Le Prestre de Vauban com a complement de les defenses de Vilafranca de Conflent.

#### Bell-lloc

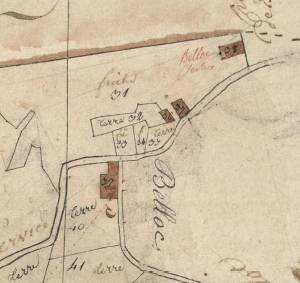
Bell-lloc en el Cadastre napoleònic del 1812 (ADPO)

Bell-lloc fou un poble situat a l'extrem nord-est de l'enclavament del terme de Vilafranca de Conflent, a tocar del límit amb el terme de Conat. A part de les ruïnes d'algunes cases, hi roman l'església, que fou parroquial, de Sant Andreu de Bell-lloc. El poble de Bell-lloc, que fou alou de Sant Martí del Canigó, fou donat el 1217 al priorat de Santa Maria de Cornellà de Conflent.

#### Campelles

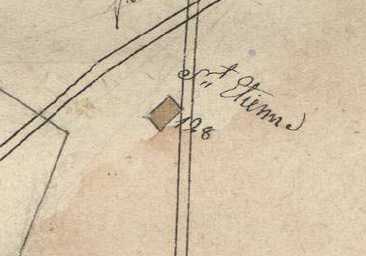
Campelles en el Cadastre napoleònic del 1812 (ADPO)

L'actual despoblat de Campelles fou un poble, del qual només es conserva part de l'església de Sant Esteve de Campelles (el 1812 ja només hi apareix l'església). És al sector nord de l'enclavament de Bell-lloc, del terme comunal de Vilafranca de Conflent. És al sud-oest de Bell-lloc. Juntament amb Bell-lloc pertangué al priorat de Santa Maria de Cornellà de Conflent.

#### Les pedreres de marbre rosa
En el territori de l'enclavament de Bell-lloc hi havia les pedreres de marbre rosa, o marbre griota, fins a nou de diferents (algunes, però, en els territoris veïns de Fullà, Cornellà de Conflent i Serdinyà (pedreres del Roc Vermell i de Roca Fumada). Les més, importants, però, eren a la carena superior de la muntanya de Bell-lloc, aproximadament entre els antics pobles, ara despoblats, de Bell-lloc i Campelles.

### Els masos del terme
Actualment, el terme comunal de Vilafranca de Conflent no té cap construcció aïllada destinada a l'habitatge; fins i tot els antics pobles abans esmentats estan del tot desapareguts. A part de les dues esglésies també esmentades, a la zona més oriental de l'enclavament de Bell-lloc hi havia el Cortal d'en Xixet.

### Hidrònims
A causa de la petita extensió del terme, en el de Vilafranca de Conflent no hi ha gaires cursos d'aigua. Cal esmentar, però, la Tet, que fa de límit nord del sector del terme de la vila i l'est fa de termenal entre l'enclavament i el terme de Cornellà de Conflent. El Cadí és el límit oriental del sector de la vila.
A l'enclavament de Bell-lloc hi ha els còrrecs, de ponent a llevant, de Flagells, limítrof amb Serdinyà, de la Carrera, que desemboca en la Tet al Barri, els dos còrrecs de l'Escaler, al nord-est de la vila, el del Colomer, i els dos còrrecs de Rocamenera, i a l'extrem nord-est, el Còrrec de Santa Creu. Els dos darrers surten del terme de Vilafranca de Conflent per tal d'entrar al cap d'un curt tram en el terme de Rià i Cirac. A l'extrem nord del terme, al territori de l'antic poble de Bell-lloc, hi ha el Torrent Fosc, que reculls els dos còrrecs de Bell-lloc, que se'n va cap al nord, dins del terme de Conat.
De fonts, tampoc no n'hi ha gaires. Dues fonts captades, una a Bell-lloc i l'altra a Campelles, i la Font de Bell-lloc. Igualment, només hi ha dos canals d'irrigació: el Rec d'en Caçà, o Rec Major d'en Caçà, i el Rec d'en Conomari, que ve de Fullà.

### Orònims
També hi ha pocs orònims, a Vilafranca de Conflent: algunes coves, com la Cova de la Pedrera, la Cova de l'Ós i la Cova d'en Garner, o de l'Escaler; planes, com el Planer de Font Blanca, i serres i serrats, com el Serrat de les Estelles.

### El terme comunal
Les partides o indrets específics del terme vilafranquí són Bell-lloc, el Camp de la Dona, el Camp del Brigader, Campelles, o Campilles, el Camp Pla, el Colomer, en Conomari, abans Comamarí, la Creu del Brigader, la Creu Ferral, l'Escala del Veire, l'Escaler, la Fenella, el Fort, el Gorg Negre, en Gorner, o la Vila Vella, l'Horta de Sant Pere, la Passera, Roca Roja, Rocamenera, o Roca Melera, Roc de la Fenella, Roquetells, o Roc de l'Esquirol, Santa Eulàlia i la Vinya del Forga (nom antic). Alguns són senyals termenal, com la Creu de l'Església de Bell-lloc, les Creus de la Tira, el Portall, la Roca Foradada, o Forcada, la Roca de n'Os, Roca Punxuda, Roc de Camp Pla, Roc del Pas de l'Escala, Roc, o Creu, del Serrat de les Estelles, Roc dels Frares i Serrat de Roca Roja.

## Transports i comunicacions
Vilafranca de Conflent està molt ben comunicada, atès que el terme es troba al fons de la vall de la Tet, per on circula la carretera principal de la comarca, a més de la via del ferrocarril.

### Carreteres
La carretera N - 116 (Perpinyà - la Guingueta d'Ix) fa d'enllaç bàsic del Conflent, que, venint de Perpinyà, té forma d'autovia fins a prop de Bulaternera. Aquesta carretera, que passa ran de la riba dreta de la Tet, amb alguns trams a l'esquerra, a ponent de la vila, permet arribar a Perpinyà en 54 quilòmetres, a 5,3 de Rià i Cirac, a 8,9 de Prada, a 17,5 de Vinçà, d'una banda (cap a llevant), citant només algunes de les poblacions, i a 49,9 de la Guingueta d'Ix i a 28,8 de Montlluís, de l'altra (cap a ponent). Aquesta carretera, que antigament travessava la vila pel carrer de Sant Joan, fa la volta fora muralles pel sud de la població.
També hi ha l'extrem nord de la carretera D - 116 (Vilafranca de Conflent - Castell de Vernet), que uneix aquestes dues poblacions amb Cornellà de Conflent i Vernet entre elles. Vilafranca de Conflent és a 2,8 quilòmetres de Cornellà de Conflent, a 5,3 de Vernet i a 8,2 de Castell de Vernet

### Ferrocarril
Vilafranca de Conflent té estació de tren de la línia Perpinyà - Vilafranca de Conflent. S'hi fa el canvi del tren convencional, que ve de la plana del Rosselló, amb l'anomenat Tren groc, de Vilafranca de Conflent a la Tor de Querol. És la línia 12 TER Llenguadoc Rosselló.

### Transport públic col·lectiu
Vilafranca de Conflent disposa de tres línies de Le bus à 1 €, la 240, la 241 i la 260. La primera i la segona, combinades, uneixen Vilafranca de Conflent cap a ponent amb Vernet (8 minuts), Cornellà de Conflent (3), i cap a llevant, amb Prada (7) i Perpinyà (1 hora i quart) (directe entre les dues darreres poblacions) amb deu serveis diaris, dels quals dos tenen l'origen a Castell de Vernet i sis s'originen a les Termes de Vernet. A més quatre d'aquests serveis tenen el final o l'origen a Prada, on enllacen amb altres línies cap a Perpinyà. Circulen de dilluns a dissabte; diumenge i dies festius, sense servei.
La línia 260 uneix Perpinyà amb la Cerdanya passant per Prada, fins on es directa des de la capital del Rosselló, Rià, Vilafranca de Conflent, Serdinyà, Oleta, Toès, Fontpedrosa, Fetges, Montlluís, Bolquera, Font-romeu, Èguet, Targasona, Angostrina, Vilanova de les Escaldes, Ur, Enveig, la Tor de Querol, la Cabanassa, Sallagosa, Er, Naüja, Oceja, la Guingueta d'Ix, Ur (fent un bucle a l'Alta Cerdanya), Enveig, la Tor de Querol, Porta i Portè. Aquesta línia circula de dilluns a dissabte amb quatre serveis diaris en direcció a la Cerdanya i cinc en direcció a Perpinyà, més un servei diari extra divendres i dissabte i tres serveis en cada direcció el diumenge. Rià és a 5 minuts de Prada, segons la parada, i a quasi una hora de Perpinyà, també depenent de la parada; en l'altra direcció, és a 5 minuts de Vilafranca de Conflent i a quasi una hora de Montlluís.

### Els camins del terme
Els camins del terme de Vilafranca de Conflent són tots en el sector nord del terme, l'enclavament de Bell-lloc. Són el Camí de Bell-lloc, el de la Muntanya a Bell-lloc, el de les Vinyes, el d'en Caçà, la Pista de Bell-lloc, la de Campelles i la Tira. Els que enllacen el terme de la vila amb els pobles i termes veïns són el Camí de Conat a Vilafranca, el de la Muntanya dels Horts, o del Bosc de Noedes, el dels Horts a Conat, el de Rià des de Bell-lloc, el de Santa Creu, o de Conat, la Ruta de Cornellà, la de Montlluís i la de Prada. Esment a part mereix la part del terme de Vilafranca de Conflent del Torn del Coronat.

## Activitats econòmiques
El terme comunal de Vilafranca de Conflent té un espai més que reduït apte per a activitats agrícoles; per això tan sols hi ha unes 8 explotacions agrícoles que conreen unes 10 hectàrees, dedicades sobretot a arbres fruiters: pomeres, pereres i albercoquers. Tampoc no hi ha activitat ramadera. Els antics sectors industrials tradicionals, menestrals, sobretot adoberies i molins drapers i fariners van decaure ja des de mitjan segle xx.
Una altra activitat que havia tingut una gran importància a Vilafranca de Conflent fou la de les pedreres de marbre rosa i rosa vetat de bru. Eren situades al nord del terme, en els vessants sud-orientals del Serrat de les Estelles, i havien fornit de materials els monestirs romànics més rellevants de la Catalunya del Nord: Sant Martí del Canigó, Santa Maria de Cornellà de Conflent, Sant Miquel de Cuixà, Sant Genís de Fontanes i Santa Maria de Serrabona, i que n'havia arribat a exportar més enllà.
Conserva un cert paper comercial i industrial, però també molt reduït, principalment a causa del fet que Prada va assumir fa més d'un segle el paper de centre comarcal que havia tingut anteriorment Vilafranca de Conflent. Al llarg dels darrers cinquanta anys, la vila murallada ha sofert una profunda reconversió cap al sector turístic, a causa de l'atractiu de la vila des del punt de vista històric i arquitectònic patrimonial. Per això s'ha desenvolupat molt el sector de l'hostaleria, que ha esdevingut la principal activitat de la vila.

## Història

### Edat mitjana
Vilafranca fou fundada el 1090 o 1091 per Guillem Ramon, comte de Cerdanya en un racó del terme de Cornellà de Conflent, aprofitant un lloc estratègicament molt valuós: el pas de la Tet, i dels camins que uneixen la plana del Rosselló amb la Cerdanya a través del Conflent, en un dels indrets on el pas és més estret a causa de l'orografia del lloc, entre el massís calcari de Badabany (entre Cornellà de Conflent i Fullà) i l'altiplà d'En Bullà (entre Cornellà de Conflent i Cirac), a la dreta de la Tet, i el serrat, molt escarpat, de Bell-lloc, i entre les desembocadures del Riu Major, o Cadí, a llevant, i la Rotjà, a ponent. La Carta pobla (Carta de poblament) de la Villa Libera o Villa Francha, anomenada ja Vilafranca de Conflent el 1325, almenys, és la més antiga conservada dels comtats de la Catalunya del Nord. Una còpia es troba en el Liber feodurom Ceritaniae, dipositat a l'Arxiu de la Corona d'Aragó. En aquesta carta, a més d'atribuir als vilafranquins una sèrie de privilegis, creava un mercat a la vila, que va ser diversos segles el mercat clau del Conflent. A la vila es conserva el Llibre dels quatre claus, datat vers el 1325, que és un cartulari que conté els privilegis de la vila ornamentats amb miniatures, juntament amb una còpia del 1403 i el Llibre dels stils, recull dels usatges de la cort de Vilafranca de Conflent.
Al començament fou vila comtal, per la seva fundació, però aviat passà a ser vila reial, amb la qual cosa foren ampliats els drets i privilegis dels seus habitants. La cronologia de les concessions fetes a la Vila Franca de Conflent fou la següent:
- del 1207 al 1242, abolició de tots els mals usos
- del 1210 al 1270, instauració del dret dels vilafranquins de no ser jutjats enlloc més que a la seva vila
- 1242: instauració d'una fira anual d'una setmana de durada, per Sant Martí (11 de novembre)
- 1243: compilació en un sol document de tots els drets adquirits anteriorment
- 1263: construcció de tres ponts damunt la Tet (malmesos en els aiguats del 1421)
- 1264: abolició del dret de foriscapi
- 1303: ampliació a quinze dies de la fira anual, que començava el dia de Sant Lluc.

Des de l'any 1126 fou la capital de la vegueria del Conflent, o de Vilafranca de Conflent, i des d'aquells mateixos anys, Vilafranca de Conflent envià sempre representats a Corts. Aquesta capitalitat es mantingué fins al 1773, moment en què es traslladà a Prada. La vila estigué emmurallada des de la seva fundació; les muralles foren refetes o arranjades diverses vegades entre el segle xiii i el XV, època en què sofriren els efectes de diversos episodis de la guerra de Pere el Cerimoniós contra els monarques del Regne de Mallorques.
Al llarg de l'edat mitjana, la vila adquirí una gran importància comercial i industrial. Fou seu de nombrosos menestrals aluders, assaonadors, blanquers, ferrers, fusters, ollers, talabarders, sabaters... Però sobretot entorn de les indústries tèxtils: cardaires, paraires, teixidors, tintorers, etc. Els draps de Vilafranca adquiriren un gran renom, de manera que arribaren a ser exportats a llocs aleshores remots, com Romania. La fira concedida el 1242 coincidia amb el moment, per Sant Martí, que els ramats baixaven de les muntanyes on passaven l'estiu, cosa que feia augmentar molt la concurrència de l'esdeveniment anual.

### Edat Moderna
El 1654 Vilafranca de Conflent fou assetjada durant 6 dies i saquejada pels francesos en el marc de la Guerra dels Segadors. Al final d'aquesta guerra, el 1659, pel Tractat dels Pirineus, va passar a formar part del regne de França. Fou el moment en què s'arrenca de la porta oriental de la vila l'escut català, que la definia com a vila reial. Des del 1595 hi lluïa també l'escut de la vila: d'atzur, dues torres d'argent sostingudes per un riu del mateix metall corrent en punta, acompanyades en el cor d'una estrella de sis puntes (de vegades de vuit) també d'argent, i al capdamunt l'escut reial català. Les torres simbolitzaven les franqueses de la vila, que en justifiquen el nom, el riu la seva situació geogràfica i l'escut reial català, el seu caràcter de vila reial. L'estrella no sembla tenir cap més motiu que l'ornamental. Després del 1659, l'escut vilafranquí inclogué tres flors de lis, símbol monàrquic francès.

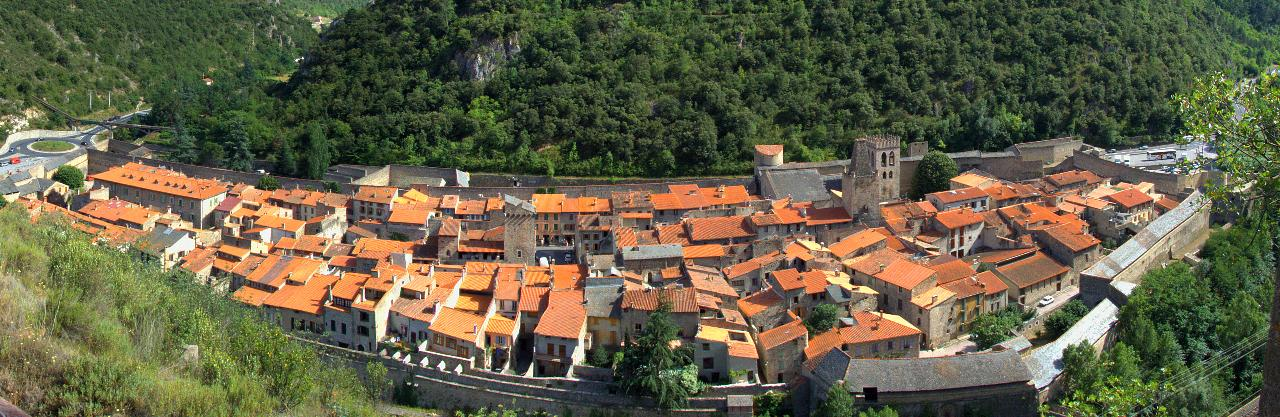
Vilafranca de Conflent

Des del 1669 fins al 1687, l'enginyer militar Sébastien Le Prestre de Vauban fortificà la ciutat amb elements defensius que encara es conserven hui en dia i formen part de l'important atractiu turístic del lloc. Mentrestant, el 1674, es comença a gestar-se el que és conegut com la Conspiració de Vilafranca. En aquesta intriga, algunes famílies de la vila decidiren conspirar per reunificar la vila a Catalunya. Agnès de Llar i de Pasqual-Cadell, una jove d'una de les famílies conspiradores, intentà seduir, però sense èxit, el comandant francès De Parlan de Saignes per tal que aquest s'unís a la causa. Tot i això, els rebels assaltaren la vila i la guarnició francesa fou massacrada. La corona francesa reaccionà ràpidament davant d'aquests fets, amb la qual cosa recuperà la vila quasi immediatament. Alguns dels rebels escaparen a Catalunya, però la gran majoria foren torturats, executats i esquarterats, i finalment exposats a les muralles dins de gàbies de ferro.
L'entrada de Vilafranca de Conflent dins del regne de França suposà l'inici de la davallada de la vila. Un informe del 1718 ja esmenta la indústria de l'adoberia com a única rellevant de la vila; dels drapers, que seixanta anys abans tenien oberts magatzems a Messina, només en diu que són en decadència.
El 1740 l'audiència i les presons foren traslladades a Prada, cosa que motivà un plet dels cònsols de Vilafranca de Conflent contra el veguer i el jutge reial, els quals, desoint el que deien les lleis locals, abans esmentades, se n'endugueren aquestes institucions.

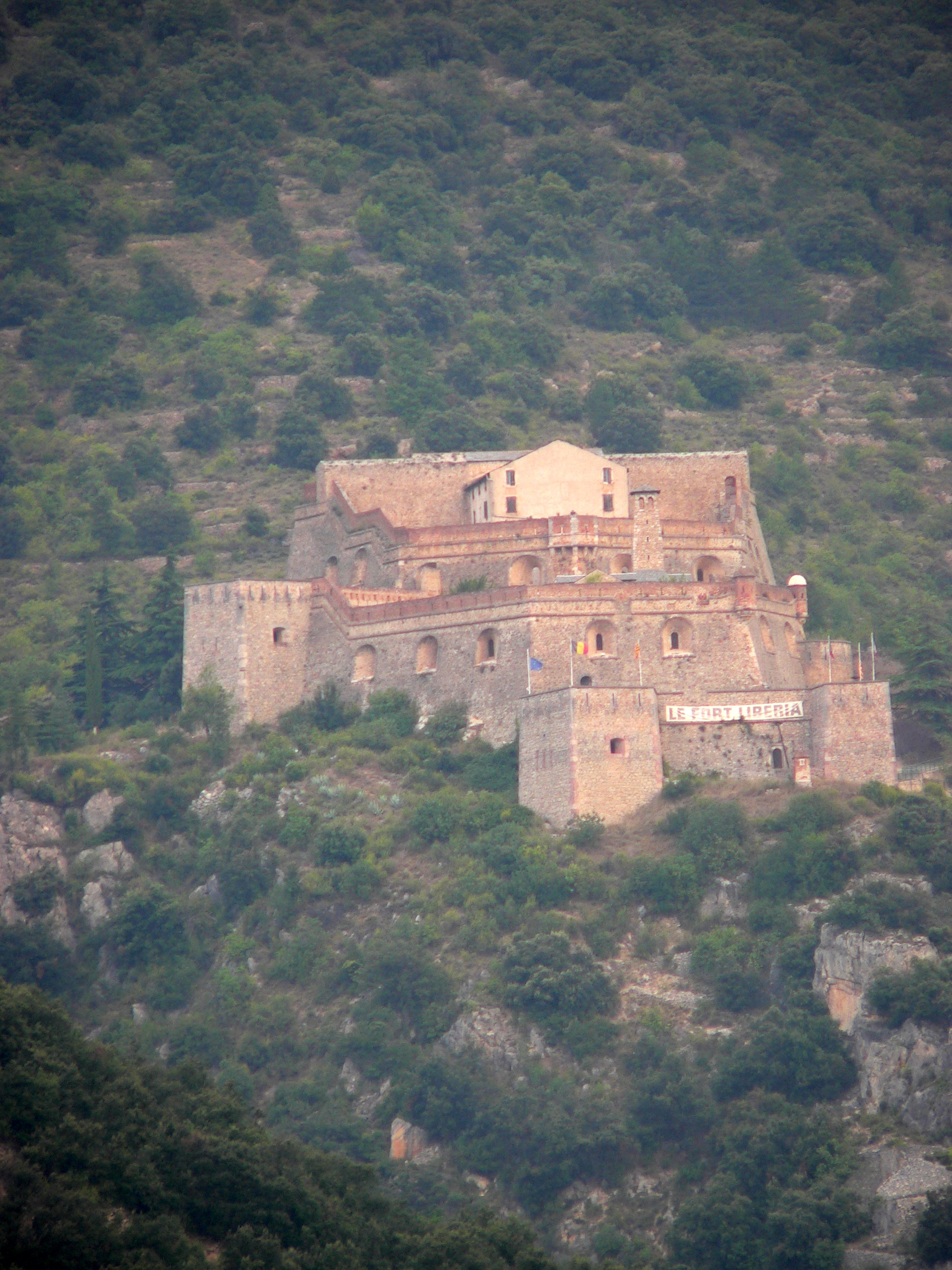
Fort Libèria

El 1793 les tropes espanyoles conqueriren la ciutat, aleshores amb unes defenses molt deteriorades, però en el mateix any, el general Dagobert recuperà la vila. Aleshores, gran part de les defenses de la vila foren restaurades, foren construïdes noves bateries defensives, i el Fort Libèria, un castell situat en el vessant de la muntanya de Bell-lloc, fou connectat amb la ciutat mitjançant una escala subterrània de 734 esglaons (encara hui en dia, aquest subterrani es considera el més llarg d'Europa). Finalment, el 1918 l'exèrcit francès abandonà la vila. En l'actualitat tant les muralles com el Fort Libèria resten oberts al públic i formen part dels elements d'atractiu turístic de Vilafranca de Conflent.

### Edat Contemporània
La vila mantingué la guarnició militar fins a l'any 1918, tot i que l'exèrcit no la va abandonar definitivament fins al 1925. Al llarg dels segles xix i xx es van anar reforçant els elements defensius vilafranquins.
La comuna pertany a l'associació Els pobles més bonics de França. L'any 2008 el conjunt de les 12 fortificacions principals de Vauban a l'estat francès, entre les quals la de Vilafranca de Conflent, fou declarat Patrimoni de la Humanitat per la UNESCO.

## Demografia

### Demografia antiga
La població està expressada en nombre de focs (f) o d'habitants (h)
| 341 f | 411 f | 341 f | 171 f | 127 f | 64 f | 69 f | 66 f | 135 f | 143 f | 556 h | 591 h | 148 f |

(Fonts: Pélissier, 1986.)

### Demografia contemporània
| Evolució de la població |      |      |      |      |      |      |      |      |
| 1793                    | 1800 | 1806 | 1821 | 1831 | 1836 | 1841 | 1846 | 1851 |
| 566                     | 584  | 656  | 666  | 670  | 721  | 712  | 757  | 813  |

| 1856 | 1861 | 1866 | 1872 | 1876 | 1881 | 1886 | 1891 | 1896 |
| ---- | ---- | ---- | ---- | ---- | ---- | ---- | ---- | ---- |
| 889  | 756  | 681  | 635  | 584  | 645  | 648  | 572  | 496  |

| 1901 | 1906 | 1911 | 1921 | 1926 | 1931 | 1936 | 1946 | 1954 |
| ---- | ---- | ---- | ---- | ---- | ---- | ---- | ---- | ---- |
| 863  | 561  | 641  | 719  | 657  | 597  | 608  | 631  | 666  |

| 1962 | 1968 | 1975 | 1982 | 1990 | 1999 | 2004 | 2009 | 2014 |
| ---- | ---- | ---- | ---- | ---- | ---- | ---- | ---- | ---- |
| 580  | 507  | 435  | 294  | 261  | 225  | 238  | 232  | 211  |

| 2015 |
| ---- |
| 212  |

Fonts: Ldh/EHESS/Cassini fins al 1999, després INSEE a partir deL 2004

### Evolució de la població

Població 1962-2008

## Administració i política

### Batlles
| Alcalde                 | Període                       |
| ----------------------- | ----------------------------- |
| Bernard Bernard         | 1894 - 1899                   |
| Louis de Noël           | 1899 - 1899                   |
| Bernard Bernard         | 1899 - 1912                   |
| Michel Py               | 1912 - 1914                   |
| Jean Sola               | 1914 - 1919                   |
| François Mir            | 1919 - 1925                   |
| Michel Olibe            | 1925 - 1929                   |
| Joseph Rigole           | 1929 - 1929                   |
| Etienne Jeay            | 1929 - 1935                   |
| François Mir            | 1935 - 1937                   |
| Laurent Moréra          | 1937 - 1939                   |
| Louis Fournols          | 1939 - 1941                   |
| Jacques Lafage          | 1941 - 1944                   |
| Jean Teulière           | 1944 - 1965                   |
| Jean-Pierre Lannelongue | 1965 - 1995                   |
| Jean Cambou             | 1995 - 2001                   |
| François Galte          | 2001 - 2002                   |
| Rose-Marie Soria        | 2003 - 2008                   |
| Guy Raffalli            | 2008 - Març del 2009          |
| Huguette Teulière       | Març del 2009 - Moment actual |

### Legislatura 2014 - 2020

#### Batlle
- Huguette Teulière.

#### Adjunts al batlle[18]
- 1a: Marie-Thérèse Baco
- 2n: Gérard Lecerf.

#### Consellers municipals
- Nicole Cantareil
- Rose Marie Dupriez
- Gabriel Hez
- Joël Mene
- Claude Ricart
- Daniel Rigat
- Laurence Teulière.

### Adscripció cantonal

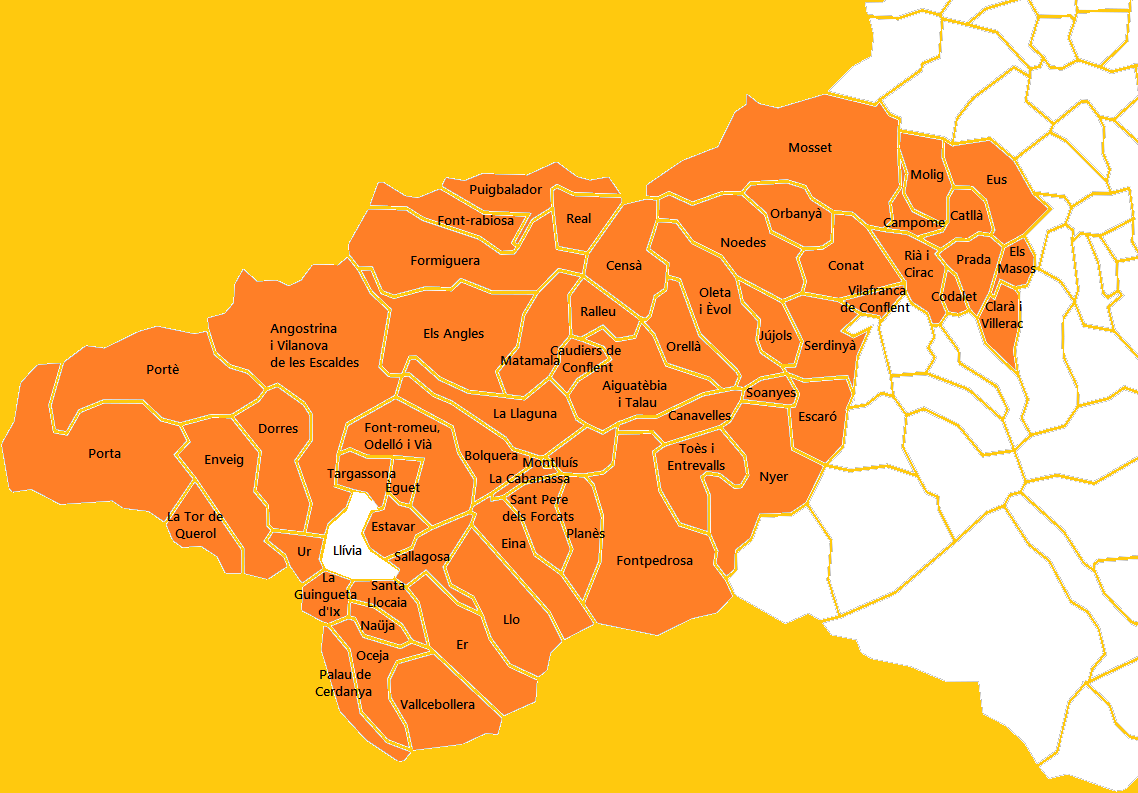
Mapa del Cantó dels Pirineus Catalans

A les eleccions cantonals del 2015 Vilafranca de Conflent ha estat inclosa en el cantó número 13, dels Pirineus Catalans, que inclou els pobles d'Angostrina i Vilanova de les Escaldes, Bolquera, Dorres, Èguet, Eina, Enveig, Er, Estavar, Font-romeu, Odelló i Vià, la Guingueta d'Ix, Llo, Naüja, Oceja, Palau de Cerdanya, Porta, Portè, Sallagosa, Santa Llocaia, Targasona, la Tor de Querol, Ur i Vallcebollera, de la comarca de l'Alta Cerdanya, els Angles, Font-rabiosa, Formiguera, Matamala, Puigbalador i Ral, de la del Capcir, i les viles de Montlluís, Prada i Vilafranca de Conflent i els pobles d'Aiguatèbia i Talau, la Cabanassa, Campome, Canavelles, Catllà, Caudiers de Conflent, Censà, Clarà i Villerac, Codalet, Conat, Escaró, Eus, Fontpedrosa, Jújols, la Llaguna, Els Masos, Molig, Mosset, Noedes, Nyer, Oleta i Èvol, Orbanyà, Orellà, Planès, Ralleu, Rià i Cirac, Sant Pere dels Forcats, Sautó, Serdinyà, Soanyes i Toès i Entrevalls, de la del Conflent, amb capitalitat a Prada. Són conselleres per aquest cantó Jean Castex i Hélène Josende, de la Unió de la Dreta.

### Serveis comunals mancomunats
Vilafranca de Conflent forma part de la Comunitat de comunes de Conflent - Canigó, juntament amb Prada, que n'és la capìtal, Arboçols, Campome, Campossí, Canavelles, Castell de Vernet, Catllà, Clarà i Villerac, Codalet, Conat, Cornellà de Conflent, Escaró, Espirà de Conflent, Estoer, Eus, Finestret, Fillols, Fontpedrosa, Fullà, Jóc, Jújols, Marqueixanes, els Masos, Mentet, Molig, Mosset, Noedes, Nyer, Oleta i Èvol, Orbanyà, Orellà, Pi de Conflent, Rià i Cirac, Rigardà, Saorra, Serdinyà, Soanyes, Sornià, Tarerac, Taurinyà, Toès i Entrevalls, Trevillac, Vallestàvia, Vallmanya, Vernet, Vinçà.

## Educació i Cultura
En l'actualitat Vilafranca de Conflent té una escola, amb les seccions de maternal i de primària, situada a ponent de la vila, al Barri, o Vila Nova. En realitat, mitja escola és en territori de la vila, i l'altra mitja dins del territori de la comuna de Fullà.

## Llocs i monuments
- Muralles de Vilafranca de Conflent
- Casa de la Vila
- Fort Libèria
- Sant Jaume de Vilafranca de Conflent
- Tren Groc

## Personatges lligats a la comuna
- Leví ben Abraham (c. 1245 - c. 1315), rabí, matemàtic i astrònom, nascut a Vilafranca de Conflent
- Carles de Llar i Teixidor (? - 1674), noble establert a Vilafranca de Conflent
- Francesc Boher (1769-1825), escultor, pintor i escriptor, nascut a Vilafranca de Conflent.
- Henri Galau (1897 - 1950), jugador de rugbi a 15, nascut a Vilafranca de Conflent
- Albert Cazes (1924 - 2012), sacerdot i historiador, fou molts anys rector de Sant Jaume de Vilafranca de Conflent.